# Johanitská komenda u svatého Jana (Mladá Boleslav)
Komenda johanitů v Mladé Boleslavi u kostela sv. Jana Křtitele existovala již před rokem 1362 do roku 1421.

## Historie komendy
Ješek z Michalovic přeložil „město své“ z Podolce nahoru na bývalé hradiště roku 1344 a dal mu právo nymburské. Farním kostelem se stal kostel sv. Jana (nyní Panny Marie) a byl odevzdán opět johanitům. Připomíná se roku 1362 jako farní. Ve starší literatuře je uvedeno, že při kostele vznikla druhá johanitská komenda v Mladé Boleslavi (po komendě u kostela sv. Víta, ale historik J.V.Šimák to popírá, i když přiznává, že o duchovní správu pečovali až do roku 1421 johanité. I tento kostel, stejně jako kostel sv. Víta, byl husity pobořen, a johanité tak mizí z obou míst v Mladé Boleslavi definitivně.